# Caroline Jackson
Caroline Jackson (* 5. November 1946 in Penzance, Cornwall) ist eine britische Politikerin und Mitglied des Europäischen Parlaments von 1984 bis 2009 für die Conservative Party.
Sie war von 1999 bis 2004 Vorsitzende des Ausschusses für Umweltfragen, Volksgesundheit und Verbraucherpolitik.
Sie ist verheiratet mit Robert Jackson, einem früheren Mitglied des britischen Parlaments.